# Фаша (Италия)
Фа́ша (итал. Fascia) — коммуна в Италии, располагается в регионе Лигурия, в провинции Генуя.
Население составляет 112 человек (2008 г.), плотность населения составляет 10 чел./км². Занимает площадь 11 км². Почтовый индекс — 16020. Телефонный код — 010.
Покровителем коммуны почитается святой Гильом Желонский, празднование 11 августа.

## Демография
Динамика населения:

## Администрация коммуны
- Официальный сайт: https://web.archive.org/web/20060220080925/http://www.comunedifascia.it/